# Claire Denis
Claire Denis, född 21 april 1946 i Paris, är en fransk filmregissör. 
Efter att ha utexaminerats från filmskolan IDHEC i början av 1970-talet arbetade Denis dels med egna kortfilmsproduktioner, dels som regiassistent åt andra filmare. Ett antal samarbeten med bland andra Jim Jarmusch och Wim Wenders på 1980-talet ledde till att hon i slutet av decenniet lyckades ordna med finansieringen av sin första egna långfilm, Chocolat, som fick premiär 1988. Det är en meditativ berättelse om kolonialism och en vit flickas uppväxt i Afrika. Redan i debutfilmen går det att ana de typiska särdrag som kännetecknar Claire Denis verk: hennes främsta intresse är inte att berätta historier, utan i stället förmedla sinnesstämningar. Inte sällan görs det via ett slags ordlösa dialoger mellan människorna som befolkar filmerna. Det innebär bland annat att berättelsen kan vara upphackad med tvära kast mellan olika till synes orelaterade händelseförlopp, och att orsakssammanhang ofta saknas eller endast antyds. 1989 gjorde hon dokumentären Man No Run, om det kamerunska bikutsibandet Les Têtes Brulées. Filmen L'Intrus, från 2004, har hon kallat för "ett visuellt poem".
Trots att Claire Denis filmer är utpräglat icke-kommersiella och därmed får en ytterst begränsad, om än geografiskt välspridd, biografdistribution har hon sedan debuten med Chocolat gjort drygt en film vartannat år sedan mitten av 90-talet. Förutom biofilmer har hon också medverkat till och i olika TV-produktioner. Tre viktiga samarbetspartners i filmskapandet är filmfotografen Agnès Godard, klipparen Nelly Quettier och skådespelarna Michel Subor, Béatrice Dalle samt Alex Descas.

## Filmografi (urval)
- 1988 – Chocolat
- 1989 – Man No Run
- 1994 – Jag är inte sömnig
- 1996 – Nénette och Boni
- 1999 – Vénus Beauté (Institut)
- 2001 – Trouble every day
- 2002 – Vendredi soir
- 2004 – L'Intrus
- 2008 – 35 Shots of Rum
- 2009 – White material
- 2013 – Svinen
- 2017 – Let the Sunshine In
- 2018 – High Life